# Budapester Vertrag
Der Budapester Vertrag bzw. die Konvention von Budapest (engl. Budapest Convention) von 1877 war ein geheimes Abkommen zwischen Österreich-Ungarn und dem Russischen Kaiserreich über die Machtaufteilung in Südosteuropa. Die Frage nach der Aufteilung des Osmanischen Reichs zwischen den Großmächten (Orientalische Frage) gehörte im ausgehenden 19. Jahrhundert zu den Prioritäten der europäischen Machtpolitik. Zudem suchte sich Russland während der Balkankrise die Neutralität Österreich-Ungarns zu sichern.
Die geheime Vereinbarung wurde zwischen Kaiser Franz Joseph I. und dem russischen Zaren Alexander II. schon während der Konferenz von Konstantinopel, die zwischen dem 23. Dezember 1876 und dem 20. Januar 1877 stattfand, getroffen und am 15. Januar 1877 in Budapest besiegelt. Der Reichskanzler des Deutschen Kaiserreichs, Otto von Bismarck, sicherte damals dem russischen Zaren zu, dass für ihn „in dem ganzen Streit kein Interesse in Frage stehe, welches auch nur die gesunden Knochen eines einzigen pommerschen Musketiers wert wäre“.

## Vorgeschichte
Im Osmanischen Reich kam es auf dem Balkan 1876 zu Erhebungen der Serben (→ Serbisch-Osmanischen Krieg) und Bulgaren (→ Aprilaufstand). Da die Osmanen durch die Aufstände militärisch gebunden waren, sah Russland eine günstige Gelegenheit für eine Intervention gegen den alten Feind und zur Expansion auf dem Balkan.
Bereits am 8. Juli 1876 vereinbarten Alexander Michailowitsch Gortschakow und Gyula Andrássy die geheim gehaltene Konvention von Reichstadt, welche den Balkan in eine österreichische und eine russische Einflusssphäre aufteilte.

## Geheime Abmachungen
Die wichtigsten Punkte der Konvention von Budapest lauteten:
- Im Falle eines russischen Angriffs auf die Türkei wahrt Österreich wohlwollende Neutralität.
- Österreich darf dafür, zu einem von ihm gewählten Zeitpunkt, Bosnien und die Herzegowina besetzen (erhält jedoch nicht den Sandschak von Novi Pazar).
- Serbien, Montenegro und der dazwischenliegende Teil der Herzegowina gelten beiden Mächten als „neutrale Zone“.[2]

Im Falle eines Zerfalls des Osmanischen Reiches:
- Österreich und Russland würden darauf hinwirken, dass auf der Balkanhalbinsel eine Reihe kleiner, souveräner Staaten entstehen, aber kein kompakter slawischer Staat, der das „europäische Gleichgewicht“ gefährden könnte (→ Balkanisierung).
- Istanbul/Konstantinopel mit Umland wird möglicherweise „freie Stadt“
- Russland erhält das südliche Bessarabien
- Unabhängigkeit für Bulgarien, Albanien und Rumelien
- Gebietsgewinne für Griechenland (Kreta, Thessalien und Teile von Epirus)[3]

## Zweck
Die Vereinbarung darüber, dass Istanbul zur „freien Stadt“ erklärt wird, gehörte nicht zum Inhalt der geheimen Konvention. Sie stand in einem noch geheimeren Zusatzabkommen. Aus diesen Dokumenten geht hervor, worauf der russische Zar damals tatsächlich abzielte. Wie sein Vorgänger Nikolaus I. fühlte auch dieser sich verpflichtet, das Griechische Projekt endlich zu verwirklichen. Das Osmanische Reich sollte zerschlagen werden, der Balkanraum zur Einflusssphäre der Doppeladlerreiche Österreich und Russland (beide Staaten hatten ihr zweiköpfiges Wappentier vom Byzantinischen Reich übernommen, wo es von den Palaiologen gebraucht wurde) gemacht werden.
Für Österreich war wichtig, dass Russland keinen „großen, kompakten, slawischen Staat“ auf dem Balkan anstrebt, der auf die slawischen Völker der Donaumonarchie ausstrahlen könnte.
Der Budapester Vertrag war einer von mehreren geheimen Abmachungen, mit denen sich Russland die Unterstützung oder zumindest die Neutralität Österreichs sichern wollte: Neben der Vereinbarung von Reichstadt 1876 wurde im März 1877 noch eine Nachtragskonvention unterzeichnet.
Auch in einer Konvention mit Großbritannien am 18. März 1877 betonte Russland, keinen Großstaat auf dem Balkan anzustreben.

## Folgen
Nach den von Türken begangenen sogenannten bulgarischen Gräueln erklärte Russland dem Osmanischen Reich im April 1877 den Krieg und hatte es nach kurzer Zeit besiegt. Im Frieden von San Stefano musste das Osmanische Reich die volle Unabhängigkeit Rumäniens, Serbiens und Montenegros anerkennen.
Die wichtigste Bestimmung war aber die Schaffung eines großen bulgarischen Staates, der im Süden bis an die Ägäis und im Westen bis an den Ohridsee reichen sollte. Dies wurde vor allem von Österreich und Großbritannien mit Unmut aufgenommen. Die Größe des Fürstentums widersprach dem Budapester Vertrag.
Der russische Alleingang löste eine schwere diplomatische Krise zwischen den europäischen Großmächten aus. Auf dem Balkan brachen Aufstände der muslimischen Bevölkerung gegen die Gebietsabtretungen aus. Zur Verhinderung eines weiteren Krieges kam es zum Berliner Kongress. Zudem muss festgehalten werden, dass sich keine der Vertragsparteien an die getroffenen Vereinbarungen hielt, als der Bündnisfall eintrat. Dies wurde nicht zuletzt dadurch erleichtert, dass das Papier lediglich Russland und Österreich-Ungarn bekannt war.